# Ildar Dadine
Ildar Ildoussovitch Dadine (en russe : Ильдар Ильдусович Дадин ; en tatar de Crimée : Илдар Илдус-улы Дадин), né le 14 avril 1982 à Jeleznodorojny et mort le 5 octobre 2024, est un militant russe emprisonné pour avoir participé à diverses manifestations politiques à Moscou. Il est considéré par les organisations internationales de défense des droits de l'homme, parmi lesquelles Amnesty International, comme un « prisonnier d'opinion ».
Il est le premier citoyen à être incarcéré au titre d’une loi sanctionnant les violations répétées des règles relatives aux rassemblements publics (article 212.1 du Code pénal, 2014). Ildar Dadine devient le symbole de la jeunesse russe en révolte contre le régime du président Vladimir Poutine.
Ildar Dadine meurt le 5 octobre 2024, âgé de 42 ans, sur le front ukrainien après s'être engagé aux côtés de l'Ukraine lors de l'invasion russe.

## Biographie

### Engagement militant
Il est agent de sécurité de métier.
Ildar Dadine proteste contre l'élection présidentielle de 2012, contre la condamnation des Pussy Riot, la guerre du Donbass ou pour la libération de la pilote Nadia Savtchenko.
Entre le mois d'août 2014 et le mois de janvier 2015, Ildar Dadine participe à quatre rassemblements pacifiques solitaires.
En janvier 2015, il manifeste, seul, sa solidarité avec Charlie Hebdo victime le 7 janvier d'une attaque terroriste. L'activiste brandit alors une pancarte sur laquelle est écrit « Je suis Charlie ».
Le 15 du même mois, Ildar Dadine manifeste son soutien à Alexeï Navalny et son frère Oleg sur la place du Manège à Moscou.

### Emprisonnement
En décembre 2015, Ildar Dadine est condamné à trois ans de prison ferme par un tribunal de Moscou (ramenés à deux ans et demi en appel) en vertu de l’article de loi 212.1, pour avoir manifesté plusieurs fois dans la rue contre le gouvernement. L'article rend, à partir de 2014, passible de cinq ans de prison la participation répétée à des rassemblements de protestation pacifique. Il est la première personne à avoir été condamné suivant cette loi. Emprisonné d'abord dans la prison de Medvedkovo à Moscou, Dadine est transféré en septembre 2016 au pénitencier de Segueja en Carélie, au nord de la Russie.
De sa prison, il dénonce des actes de torture (passages à tabac, menaces de viol et de mort) dans une lettre adressée à son épouse Anastasia Zotova, publiée sur le site indépendant Meduza,. Selon le directeur adjoint du Service russe de l'application des peines, Dadine est tombé de sa chaise lors de son examen médical. Les médecins venus pour l'examiner constatent des symptômes d'épilepsie, dont Dadine n'a jamais souffert, selon Zotova. Ils pourraient avoir été causés par « des coups sur la tête », mais les médecins déclarent n'avoir constaté « aucune blessure d'origine traumatologique, ni signes d'un état pathologique requérant une assistance médicale ». L’antenne locale des services pénitentiaires reconnaît cependant au journal d’opposition Novaïa Gazeta que des surveillants ont « eu recours à la force physique ». Selon Le Point, il a subi des simulacres de noyade dans des toilettes.
Les organisations internationales de défense des droits humains comme Amnesty International et Human Rights Watch appellent à sa libération.
Début décembre, la famille et les avocats de Dadine apprennent qu'il a été transféré vers un autre centre. La direction pénitentiaire refuse cependant d'en préciser l'endroit, mais il est rapporté que la prison est située dans l'Altaï, une région montagneuse très éloignée de Moscou. Il est finalement libéré le 26 février 2017, devant son pénitencier de l'Altaï, après que la Cour suprême a annulé trois jours plus tôt sa condamnation. La loi en vertu de laquelle il a été condamné a en effet été déclarée inconstitutionnelle. À sa libération, il affirme vouloir continuer à se « battre contre le régime fasciste de Poutine, et pour que les droits de l’homme soient respectés en Russie », et rester en Russie tant que « d'autres continuent à être torturés ».
Il est à nouveau arrêté début mars 2017, alors qu'il manifeste seul devant le siège des services pénitentiaires de Russie. Les autorités affirment qu'il a refusé de présenter son passeport.

### Mobilisation pour le soutenir
Ildar Dadine reçoit le soutien de diverses associations de défense des droits de l'homme (Amnesty International ou l’association moscovite « Memorial ») qui le reconnaissent comme « prisonnier politique ».
Le 7 février 2016, trois mois après la condamnation de Dadine, une journée internationale de solidarité est organisée (flash-mob, photos postées sur les réseaux sociaux, manifestations, conférences...). En France, L’association Russie-Libertés se joint à cette journée de mobilisation.
Le 24 novembre 2016, une résolution est adoptée par le Parlement européen demandant « la libération immédiate et inconditionnelle d'Ildar Dadine et toutes les personnes détenues pour l'utilisation de leur droit à la liberté d'expression et de réunion ». Il appelle par ailleurs à une « enquête indépendante sur les allégations de torture, d'abus et de traitements dégradants et inhumains de la part des agents de l'Etat russe dans des centres de détention, des camps de travail et des prisons ».
Le même mois, Amnesty International appelle à la libération du détenu politique. Pour le directeur d'Amnesty International Russie, « les déclarations d’Ildar Dadine faisant état de coups, d’humiliations et de menaces de viol sont choquantes, mais ne sont malheureusement que les dernières en date d’une série d’allégations crédibles selon lesquelles la torture et d’autres formes de mauvais traitements sont fréquemment utilisés dans le système pénal russe ».
Le 2 janvier 2017, une campagne est lancée sur Tweeter avec le hashtag  #ГдеИльдарДадин (Où est Ildar Dadine). En décembre, le Service pénitentiaire fédéral de la Russie confirme en effet que Dadine a été transféré de Carélie vers un autre établissement, mais sans en préciser le lieu. Des personnalités se mobilisent : Lev Ponomarev, directeur de l’association « Pour les droits de l’homme » exige du Service pénitentiaire fédéral russe d’être informé du lieu de sa détention. Le rédacteur en chef d'Écho de Moscou, Alexeï Venediktov fait de même. La Cour européenne des droits de l’homme donne à la Russie jusqu’au 9 janvier 2017 pour les informer du lieu de détention de Dadine.

### Engagement en Ukraine et mort
Après le début de l'invasion de l'Ukraine par la Russie, il s'engage au sein du bataillon Sibir, puis de la légion « Liberté de la Russie », deux unités militaires composées de Russes combattant aux côtés des forces armées ukrainiennes. Il choisit pour nom de guerre Gandhi. Il meurt au combat le 5 octobre 2024 et sa mort est annoncée le lendemain par l'opposant Ilia Ponomarev.

## Pressions et intimidations des autorités
Les avocats et membres d’organisations humanitaires peuvent être poursuivis pour l'aide qu’ils accordent aux personnes persécutées. C'est le cas de l'avocate russe Svetlana Iachina qui a exposé la réalité de la vie carcérale en Russie, notamment dans la prison de Carélie où était détenu Dadine avant son transfert. Svetlana Iachina est frappée alors qu’on lui interdit l'accès à une prison pour rencontrer un prisonnier, puis poussée à retirer sa plainte pour blessures afin de sauver la vie de son client.
Lorsque, le 18 octobre 2016, sa femme Anastasia Zotova se présente à la porte de la prison afin d'obtenir un entretien avec son mari et lui remettre des effets nécessaires, on l'informe que Dadine a été placé en isolement cellulaire (cellule de punition) et soumis à de strictes conditions de détention (visites et remise de colis interdites). Selon son avocat, cet isolement serait le troisième depuis son incarcération.